# Itoda (Fukuoka)
Itoda (jap. 糸田町, -machi) ist eine Stadt im Tagawa-gun in der japanischen Präfektur Fukuoka.

## Geschichte
Itoda wurde am 1. Januar 1939 zur Machi ernannt.

## Angrenzende Städte und Gemeinden
- Iizuka
- Tagawa
- Fukuchi